# Tongatapu

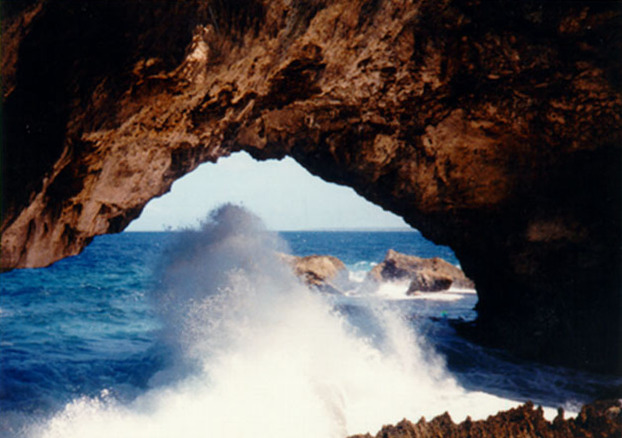
Hufangalupe, pont terrestre naturel à Tongatapu.

Tongatapu est la plus grande des 150 îles du royaume des Tonga, qui constituent un archipel du Pacifique. C'est l'île la plus peuplée des Tonga avec plus de 70 000 habitants en 2006. Elle abrite les institutions du gouvernement tongien et c'est là où réside le roi des Tonga. C'est également le poumon économique du pays, et de nombreux Tongiens émigrent des autres îles pour venir travailler à Nukuʻalofa, la capitale.

## Géographie
L'île est un atoll surélevé. On y trouve entre autres les villes de Nukuʻalofa (capitale actuelle) et de Mu'a (ancienne capitale).
Le climat est tropical et les pluies qui s'abattent en averses torrentielles sur les îles entraînent souvent des inondations.
L'île mesure 32 kilomètres de long.